# Uriconian Group

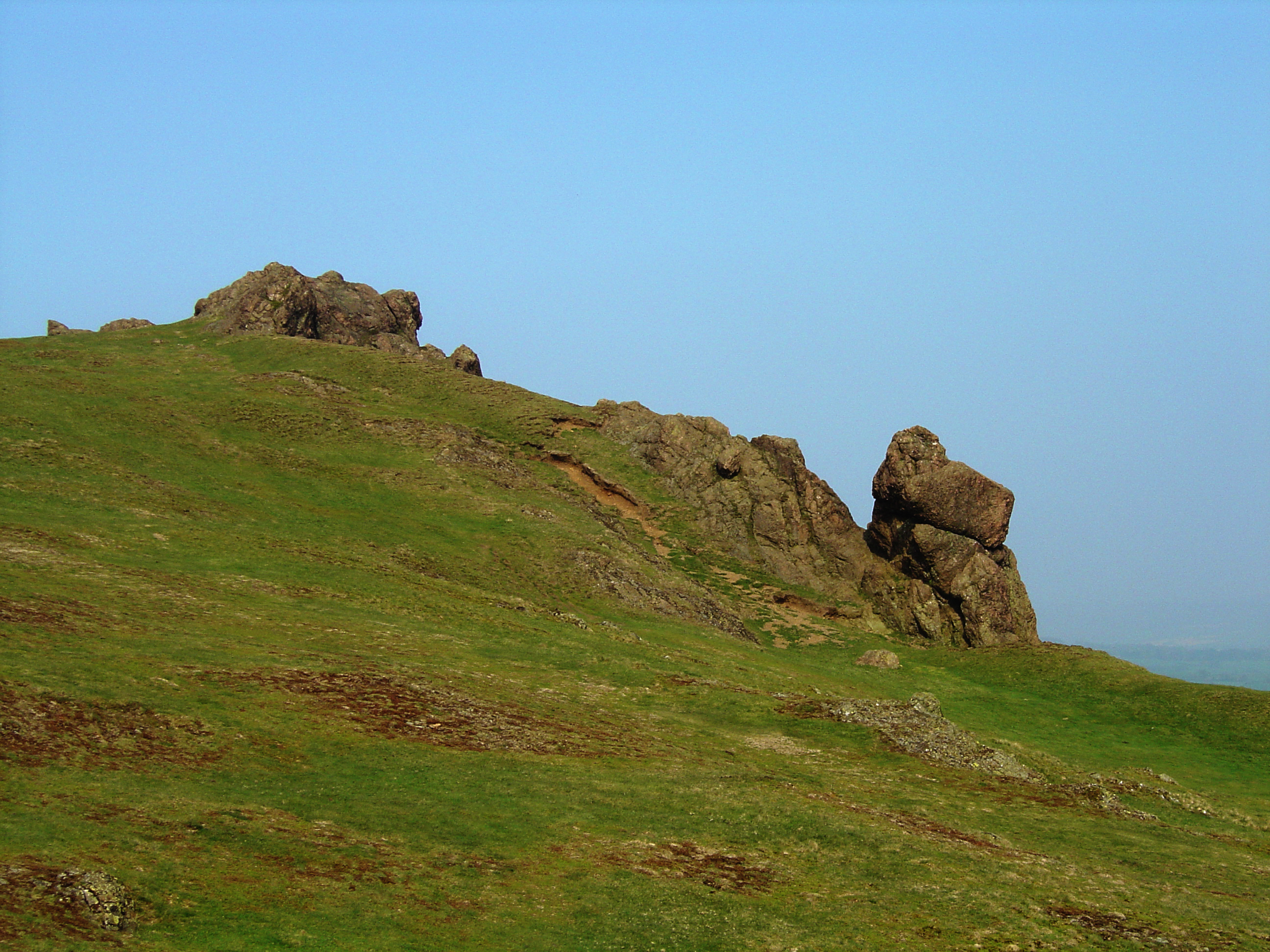
Caer Caradoc mit Gesteinen der Uriconian Group

Die Uriconian Group ist eine rund 566 Millionen Jahre alte, aus dem Ediacarium stammende vulkanische Gruppe des Avalon- bzw. Wrekin-Terrans von Ost-Avalonia. Sie ist innerhalb des Störungssystems des Welsh Borderland Fault System aufgeschlossen, das den Osten von Wales und das westliche Shropshire in nordöstlicher Richtung durchzieht.

## Etymologie
Die Bezeichnung Uriconian leitet sich ab vom Lateinischen uriconio, dem Namen eines eisenzeitlichen Hillforts (Wallburg) auf dem Gipfel des Wrekin. 

## Stratigraphie
Aufgrund der isolierten Aufschlüsse kann keine durchgehende Stratigraphie, sondern nur eine lokale Abfolge erarbeitet werden.  Am Wrekin sind bis zu 1500 Meter Tuffe und Laven anstehend. Am Caer Caradoc kann folgende Abfolge erkannt werden (vom Hangenden zum Liegenden):
- Ragleth Tuff (verfaltet und aufgeschoben – unterste Formation des Longmyndian)
- Cwms Rhyolite
- Caer Caradoc Andesite
- Caer Caradoc Rhyolite
- interne Überschiebung
- Little Caradoc Basalt
- Comley Andesite

Die Vulkanite werden von Doleriten (Gänge und Lagergänge) intrudiert. Am Ercall ist der Ercall Granophyre vor 560 ± 1 Millionen Jahren in Rhyolithe der Uriconian Group eingedrungen, sowie am Cardington Hill ein Quarzporphyr.

## Geologie

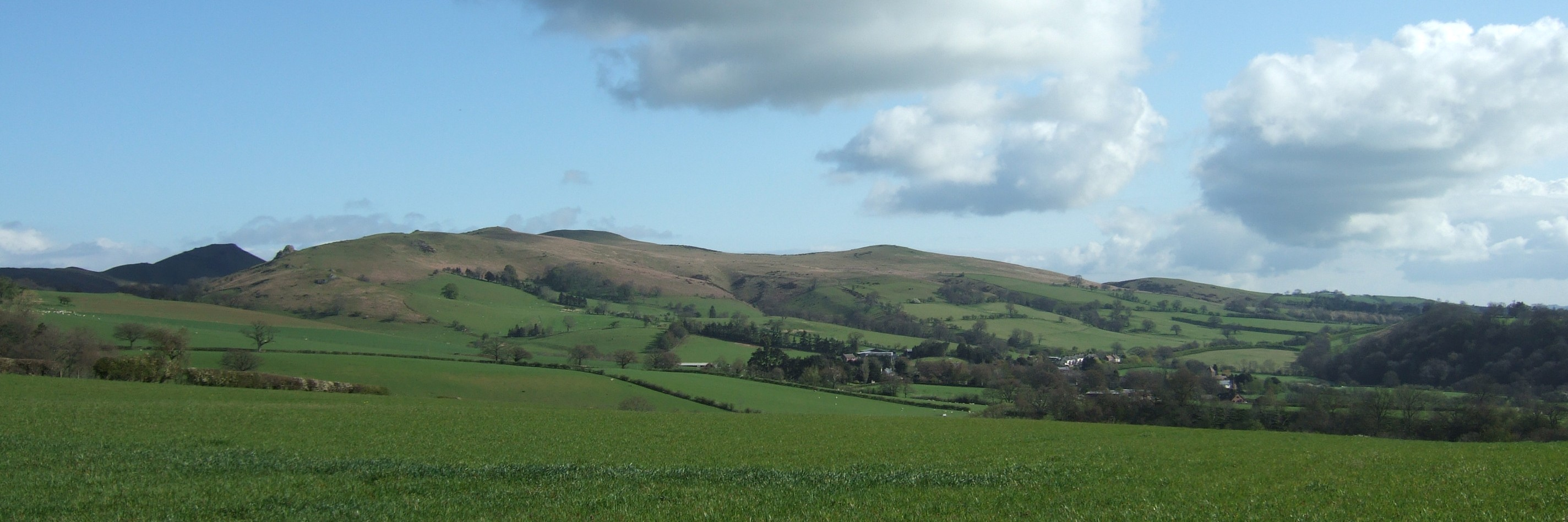
Der Hope Bowdler Hill wird von Gesteinen der Uriconian Group aufgebaut. Im Vordergrund Hope Bowdler, links im Hintergrund der Caer Caradoc.

Der aus der Uriconian Group bestehende Inselbogen war aus einer süd- bis südwestwärts gerichteten Subduktion ozeanischer Kruste des Ran-Meeres unterhalb von Ostavalonia hervorgegangen. Das Ran-Meer hatte sich ab dem Cryogenium vor rund 750 Millionen Jahren nach dem Zerfall von Rodinia durch Ozeanspreizung zwischen den Kontinenten Laurentia, Baltica und Siberia im Norden einerseits und  Amazonia, Avalonia, Florida und Cadomia im Süden andererseits gebildet. Ostavalonia war damals Teil des nordöstlichen Kontinentalrandes von Gondwana.
Die Uriconian Group war auf metamorphem Grundgebirge des Avalon-Terrans abgelagert worden, bestehend aus Schiefern und Gneisen, den Rushton Schists und den Primrose Hill Gneisses. Die Gesamtmächtigkeit der Gruppe dürfte mehr als 1500 Meter erreicht haben.

## Tektonische Entwicklung
Der Zeitpunkt der Metamorphose der granatführenden Rushton Schists und damit der Konsolidierung des Grundgebirges wurde mit 667 ± 20 Millionen Jahren bestimmt (Cryogenium). Es ist nicht ersichtlich, ob das Welsh Borderland Fault System (WBFS) zum damaligen Zeitpunkt bereits bestand und die Ablagerung der Uriconian Group beeinflusste. Jedenfalls führten spätere Bewegungen am WBFS zu einem Einsacken der Vulkanite zwischen den beiden Verwerfungshauptsträngen; der dadurch geschaffene Akkomodationsraum wurde sodann mit den Sedimenten der Longmyndian Supergroup verfüllt.
Anschließend kam es zu Heraushebung, Schrägstellung und Einebnung der Schichtenfolge der Longmyndian Stretton Group. Hierüber legten sich später diskordant die Schichten der Wentnor Group. Starke sinistrale, transpressive Bewegungen an der WBFS engten jetzt das zwischen den Verwerfungen liegende Sedimentpaket synklinal und ostvergent ein, wobei die unterlagernde Uriconian Group entlang der beiden Verwerfungen aufgepresst wurde. Diese strukturbestimmende Deformation hat wahrscheinlich um 550 Millionen Jahre gegen Ende des Ediacariums stattgefunden.
Noch vor der diskordanten Ablagerung des transgressiven Kambriums, das in Shropshire mit dem Wrekin Quartzite der Comley Series einsetzt, war eine vollständige Einebnung der Faltenstruktur vorausgegangen.

## Petrologie
Die Uriconian Group, auch als Uriconian Volcanics oder nur kurz als Uriconian bezeichnet, ist eine mächtige vulkanische Abfolge bestehend aus pyroklastischen Brekzien, Agglomeraten, Tuffen und Laven, die in ihrer chemischen Zusammensetzung von Basalten über Andesite und Dazite hin zu Rhyolithen reichen (wobei Rhyolithe vorwiegen). Die Basalte sind oft sehr blasenreich und die Rhyolithe zeigen Fließbänderung. Die Tuffe variieren von feinkörnigen Ignimbriten hin zu sehr grobkörnigem, bombenführendem Material. Das sehr häufige Auftreten von verschweißten Tuffen (hervorgegangen aus hochtemperierten Aschenströmen bzw. Glutwolken oder nuées ardentes) und das Fehlen basaltischer Kissenlaven deutet auf subaerisch erfolgte Eruptionen hin, obwohl einige Tuffe wahrscheinlich in seichtem Wasser abgelagert wurden. Die groben Brekzien und Agglomerate lassen ein unmittelbar benachbartes Ausbruchszentrum vermuten, Förderschlote wurden aber bisher noch nicht entdeckt. Es ist anzunehmen, dass die Ausbrüche auf Spalteneruptionen zurückzuführen sind, welche mit den Verwerfungen in Verbindung standen.
Die Vulkanite der Uriconian Group sind bimodal, kalkalkalisch und bestehen aus basischen, aber auch aus intermediären bis sauren Gesteinen. Geochemisch tragen sie vorwiegend Intraplattensignaturen, es wurden aber auch Subduktionssignaturen festgestellt. Weitere petrologische Arbeiten an den Vulkaniten konnten zeigen, dass sie in einem hinter einem Inselbogen gelegenen Randbecken abgelagert wurden. Der Inselbogen war durch eine schräg erfolgende Subduktion entstanden und unterlag einem insgesamt transtensiven Spannungsregime.

## Alter
Eine Datierung von Rhyolithen der Uriconian Group ergab 566 ± 2 Millionen Jahre. Sie entstanden folglich zur gleichen Zeit wie die Warren House Formation in den Malvern Hills, die sehr ähnliche  Basalte und basaltische Andesite aufzuweisen hat. In etwa zeitgleich sind auch die Coomb Volcanic Formation in Südwales,  die South Charnwood Diorites im Charnwood-Terran, die Fachwen Formation und die Minffordd Formation im Raum Arfon/Lleyn in Nordwestwales sowie die Aethwy Terrane Blueschists, die blauschieferfaziell metamorphosiert wurden, im Südosten Angleseys.

## Vorkommen

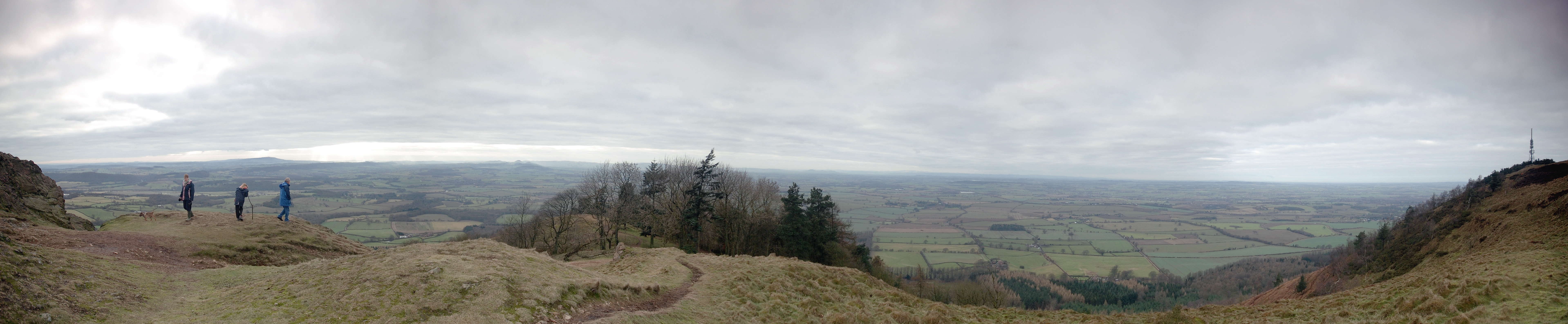
Die Typlokalität The Wrekin, Blick nach Westen (Wales)

Die Vorkommen der Uriconian Group sind entweder mit der Church Stretton Fault oder mit der Pontesford-Linley Fault assoziiert und treten entlang dem Verlauf dieser beiden Verwerfungen auf. Die Verwerfungen streichen vorwiegend in Nordnordost-Richtung und drehen weiter nördlich in die Nordostrichtung. Die Vorkommen an der Church Stretton Fault beginnen im Norden 3 Kilometer südsüdwestlich von Newport bei Lilleshall (Lilleshall Hill) und enden rund 50 Kilometer weiter südwestlich 3 Kilometer westlich von Craven Arms (Craven Arms Inlier). Ein hiervon isoliertes Vorkommen findet sich bei Old Radnor weiter südlich in Powys (Wales). Entlang der Pontesford-Linley Fault erscheinen Vulkanite der Uriconian Group bei Plealey und  Pontesbury im Norden, am Earl's Hill und Pontesford Hill bei Pontesford sowie südöstlich der Stiperstones und wieder am Linley Hill bei Linley 18 Kilometer im Süden.
Die Typlokalität der Uriconian Group ist The Wrekin.